# Hans Villemi
Hans Villemi (ur. 16 października 1995) – estoński kierowca wyścigowy.

## Kariera

### Formuła Renault
Villemi rozpoczął karierę w jednomiejscowych samochodach wyścigowych w wieku 16 lat w 2011 roku w Formule Renault. W tym roku rozpoczął stary w Europejskim Pucharze Formuły Renault 2.0 oraz w Północnoeuropejskim Pucharze Formuły Renault 2.0. W obu tych seriach Estończyk podpisał kontrakt z fińską ekipą Koiranen Motorsport. W serii północnoeuropejskiej Villemi po 20 wyścigach miał na koncie 184 punkty, co dało mu ósmą pozycję w klasyfikacji generalnej, zaś zdołał zdobyć tylko 1 punkt - 26. miejsce w klasyfikacji. W sezonie 2011 wystartował także w finale Brytyjskiej Formuły Renault, gdzie z 63 punktami został sklasyfikowany na 10 lokacie. 
W 2012 rojku Estończyk pojawiał się na starcie w Europejskim Pucharze Formuły Renault 2.0 oraz w Alpejskiej Formule Renault. W obu seriach jednak znów nie odgrywał znaczącej roli. Gdy w europejskim pucharze nie był nawet klasyfikowany, w alpejskiej edycji zdobył 24 punkty. W wyniku tego ukończył sezon na 18 pozycji w klasyfikacji generalnej kierowców.
Na sezon 2013 Villemi podpisał kontrakt z SMP Racing by Koiranen na starty w Alpejskiej Formule Renault. Pojawił się także jako kierowca gościnny na liście startowej Europejskim Pucharze Formuły Renault 2.0 z zespołem SMP Racing. Jedynie w edycji alpejskiej był klasyfikowany. Z dorobkiem 69 punktów uplasował się tam na siódmej pozycji w klasyfikacji generalnej.
W sezonie 2014 Estończyk rozpoczął współpracę z włoską ekipą Prema Powerteam w Europejskim Pucharze Formuły Renault 2.0 oraz w Alpejskiej Formule Renault 2.0. W edycji europejskiej w ciągu czternastu wyścigów, w których wystartował, uzbierał łącznie 38 punktów. Dało mu to czternaste miejsce w końcowej klasyfikacji kierowców. W serii alpejskiej jego wyniki nie były zaliczane do klasyfikacji generalnej.

## Statystyki
| Sezon | Seria                                         | Zespół                 | Wyścigi | Zwycięstwa | PP | NO | Podium | Punkty | Pozycja |
| ----- | --------------------------------------------- | ---------------------- | ------- | ---------- | -- | -- | ------ | ------ | ------- |
| 2011  | Europejski Puchar Formuły Renault 2.0         | Koiranen Motorsport    | 8       | 0          | 0  | 0  | 0      | 1      | 26      |
| 2011  | Finał Brytyjskiej Formuły Renault             | Koiranen Motorsport    | 6       | 0          | 0  | 0  | 0      | 63     | 10      |
| 2011  | Północnoeuropejski Puchar Formuły Renault 2.0 | Koiranen Junior        | 20      | 0          | 0  | 0  | 0      | 184    | 8       |
| 2012  | Europejski Puchar Formuły Renault 2.0         | Koiranen Motorsport    | 5       | 0          | 0  | 0  | 0      | 0      | NS      |
| 2012  | Alpejska Formuła Renault 2.0                  | Koiranen Motorsport    | 8       | 0          | 0  | 0  | 0      | 24     | 18      |
| 2013  | Europejski Puchar Formuły Renault 2.0         | SMP Racing by Koiranen | 4       | 0          | 0  | 0  | 0      | 0      | NS†     |
| 2013  | Alpejska Formuła Renault 2.0                  | SMP Racing by Koiranen | 14      | 0          | 0  | 0  | 0      | 69     | 7       |
| 2014  | Europejski Puchar Formuły Renault 2.0         | Prema Powerteam        | 14      | 0          | 0  | 0  | 1      | 38     | 14      |
| 2014  | Alpejska Formuła Renault 2.0                  | Prema Powerteam        | 4       | 0          | 0  | 0  | 0      | 0      | NS†     |

† – Villemi nie był zaliczany do klasyfikacji